# Barthélemy Grossmann
Barthélemy Grossmann (geb. 30. Oktober 1981 in Genf) ist ein französischer Schauspieler, Regisseur, Drehbuchautor und Filmproduzent.

## Werdegang
Barthélemy Grossmann begann seine Karriere als Filmschaffender mit kleinen Rollen in Fernsehserien und -filmen wie Les monos oder Venus & Apoll. 2007 erschien mit 13 m² sein erster Film, an dem er als Autor, Regisseur, Produzent und Schauspieler beteiligt war. Zwei Jahre später spielte er in Xavier Ruiz’ Thriller Verso eine größere Nebenrolle. Derzeit arbeitet Grossmann an dem Actionfilm Clean Out, in dem unter anderem Timothy Dalton, Elliott Gould und Mads Mikkelsen mitspielen sollen.

## Filmografie

### Fernsehserien
- 2003: Les monos
- 2005: La Crim’ (1 Folge)
- 2005: Venus & Apoll (Vénus & Apollon, 1 Folge)
- 2006: Léa Parker (1 Folge)
- 2007: R.I.S. Police scientifique (1 Folge)

### Filme
- 2004: Dernière Chance (auch als Drehbuchautor und Produzent)
- 2005: Mille Soleils
- 2007: 13 m² (auch als Drehbuchautor, Regisseur und Produzent)
- 2009: Verso
- 2010: Hasta la Vista Fanfan (Kurzfilm, auch als Produzent)
- 2022: Arthur, Malédiction